# Calliostoma mikikoae
Calliostoma mikikoae is een slakkensoort uit de familie van de Calliostomatidae. De wetenschappelijke naam van de soort is voor het eerst geldig gepubliceerd in 1970 door Kosuge & Oh-Ishi.